# Сінва-Мару
Сінва-Мару (Shinwa Maru) — транспортне судно, яке під час Другої світової війни брало участь у операціях японських збройних сил на Тихому океані. 
Судно спорудили як вантажопасажирське в 1942 році на верфі Harima Shipbuilding and Engineering у Айой для компанії Kuribayashi Shosen, проте в подальшому реквізували для потреб Імперського флоту Японії.  
10 – 15 листопада 1943-го "Сінва-Мару" перейшло в конвої H-4 з Маніли до острова Хальмахера (північна частина Молуккського архіпелагу), а 17 — 20 листопада прослідувало в конвої з острова Хальмахера до новогвінейського Манокварі (північно-східний кут півострова Чендравасіх). Більша частина конвою невдовзі рушила назад, тоді як "Сінва-Мару" затрималось та 21 листопада було виявлене та потоплене літаками американської армійської авіації.